# Ахалшені (Лентехі)
Ахалшені (груз. ახალშენი) — село в Грузії.
За даними перепису населення 2014 року в селі проживає 15 особа.